# داليا حسين
داليا حسين (5 مايو 1973  -)، ممثلة مصرية. بدأت كممثلة إعلانات، درست في كليه السياحة والفنادق ، بدأت العمل في السينما قبل أن تستكمل دراستها في السياحة والفنادق ، أكتشفها المنتج المصري محمد راضي، وقدمت العديد من الأعمال التلفزيونية منها الستات جننوا فرحات و أما بعد

## روابط خارجية
- داليا حسين على موقع الدهليز
- داليا حسين على موقع قاعدة بيانات الأفلام العربية